# Breite Straße 2 (Wernigerode)

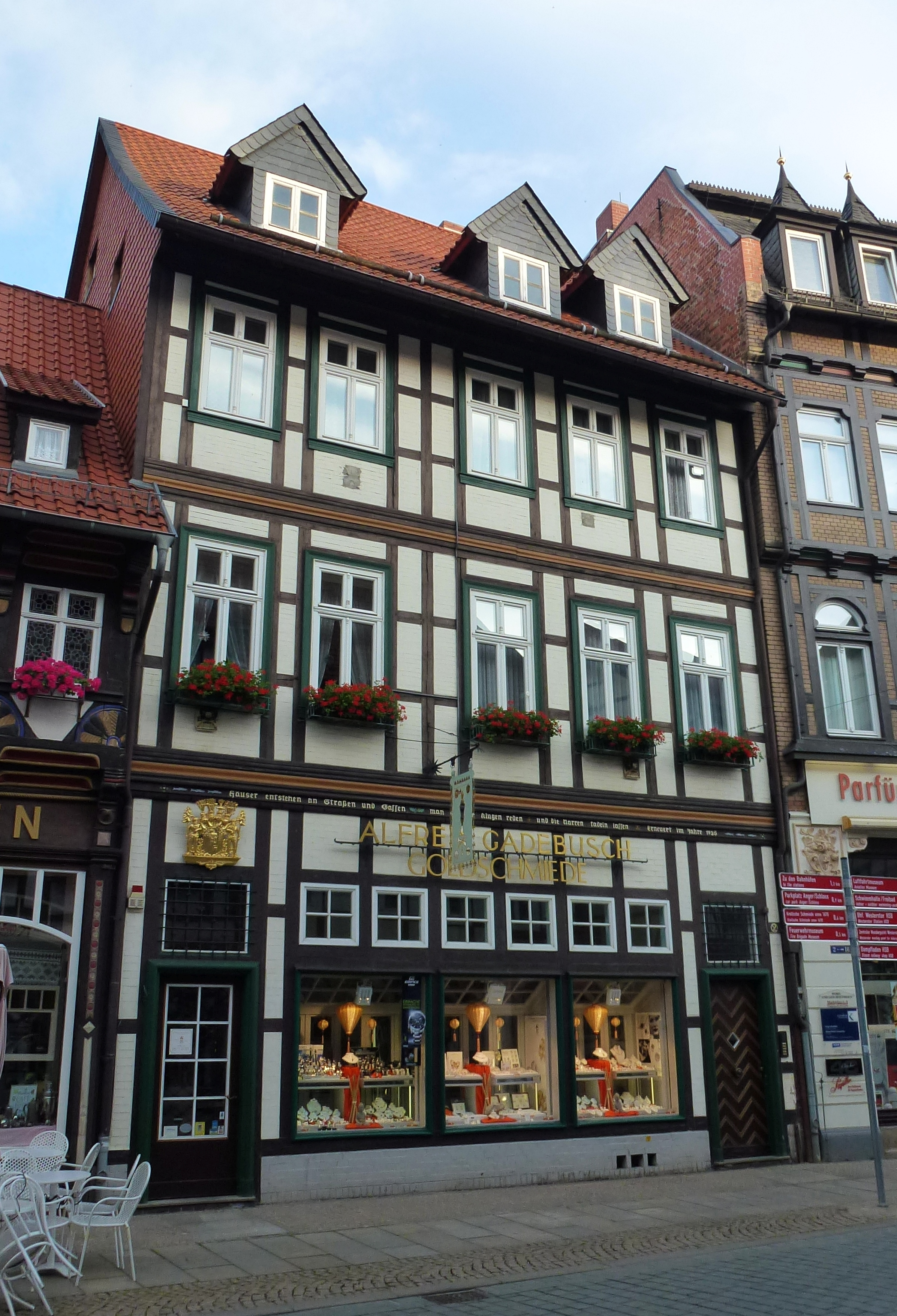
Wohn- und Geschäftshaus Breite Straße 2 in Wernigerode

Das Haus Breite Straße 2 ist ein denkmalgeschütztes Haus in der Stadt Wernigerode im Landkreis Harz in Sachsen-Anhalt. Es handelt sich um ein Wohn- und Geschäftshaus.

## Architektur und Geschichte
Das Gebäude befindet sich auf der Breiten Straße, einer der Hauptgeschäftsstraßen der Stadt. Es ist dreigeschossig. Auf dem Dach befinden sich drei, zur Breiten Straße zeigende Dachgauben. Die Straßenfront des Gebäudes ist mit funktionellem, einfachem Fachwerk errichtet worden. Am oberen Holzbalken des Erdgeschosses befindet sich ein Sinnspruch, der im Jahre 1935 erneuert wurde.
In der unteren Etage des Gebäudes befindet sich bereits seit dem 19. Jahrhundert ein traditionelles Goldschmiedegeschäft, dessen Inhaber auch als Hoflieferant für die Familie Fürst zu Stolberg-Wernigerode diente, woran noch der vergoldete Wappenschild über dem Geschäftseingang erinnert. Alfred Gadebusch, nach dem das Geschäft noch heute benannt ist, übernahm dieses Goldschmiedegeschäft (früher Pape) und entwickelte die Handwerkskunst des Goldschmiedens weiter. Einige seiner exzellenten Werke befinden sich heute im Museum auf Schloss Wernigerode.
Unmittelbar neben dem Haus befindet sich das Café Wien aus dem Jahre 1583.
In den Jahren 1895/96 befand sich das Haus im Besitz des Goldschmieds Alfred Gadebusch. Damals bestand es aus dem Wohnhaus mit Seitengebäude links und Hofraum sowie einem Stall links.
Im Denkmalverzeichnis der Stadt Wernigerode ist das Haus als Baudenkmal unter der Erfassungsnummer 094 25034 verzeichnet.